# Tarauacá
Tarauacá là một đô thị thuộc bang Acre, Brasil. Đô thị này có diện tích 15553 km², dân số năm 2007 là 30711 người, mật độ 1,97 người/km².